# 669 km
669 km (kaz. 669 км; ros. 669 км) – przystanek kolejowy w miejscowości Aktau, w rejonie Bukar Żyrau, w obwodzie karagandyjskim, w Kazachstanie. Położony jest na linii Astana – Szu, na trasie Nowego Jedwabnego Szlaku.